# Clara Copponi
Clara Copponi (Aix-en-Provence, 12 de enero de 1999) es una deportista francesa que compite en ciclismo en las modalidades de pista y ruta.
Ganó seis medallas en el Campeonato Mundial de Ciclismo en Pista entre los años 2020 y 2023, y cinco medallas en el Campeonato Europeo de Ciclismo en Pista entre los años 2022 y 2024.
Participó en los Juegos Olímpicos de Tokio 2020, ocupando el quinto lugar en la prueba de madison y el octavo en ómnium.

## Medallero internacional
| Campeonato Mundial | Campeonato Mundial       | Campeonato Mundial | Campeonato Mundial      |
| Año                | Lugar                    | Medalla            | Competición             |
| ------------------ | ------------------------ | ------------------ | ----------------------- |
| 2020               | Berlín (Alemania)        | Medalla de plata   | Madison                 |
| 2021               | Roubaix (Francia)        | Medalla de plata   | Madison                 |
| 2022               | Saint-Quentin (Francia)  | Medalla de plata   | Madison                 |
| 2022               | Saint-Quentin (Francia)  | Medalla de bronce  | Persecución por equipos |
| 2023               | Glasgow (Reino Unido)    | Medalla de bronce  | Persecución por equipos |
| 2023               | Glasgow (Reino Unido)    | Medalla de bronce  | Madison                 |
| Campeonato Europeo |                          |                    |                         |
| Año                | Lugar                    | Medalla            | Competición             |
| 2022               | Múnich (Alemania)        | Medalla de plata   | Ómnium                  |
| 2022               | Múnich (Alemania)        | Medalla de plata   | Madison                 |
| 2022               | Múnich (Alemania)        | Medalla de bronce  | Persecución por equipos |
| 2023               | Grenchen (Suiza)         | Medalla de plata   | Madison                 |
| 2024               | Apeldoorn (Países Bajos) | Medalla de oro     | Scratch                 |

## Palmarés
2020
- 3.ª en el Campeonato de Francia en Ruta

2022
- 1 etapa del The Women's Tour
- Gran Premio de Fourmies

2025
- Schwalbe Women's One Day Classic
- Gran Premio Mazda Schelkens